# Patrick Mainka
Patrick Mainka (Gütersloh, 5 novembre 1994) è un calciatore tedesco, difensore dell'Heidenheim.

## Caratteristiche tecniche
È un difensore centrale.

## Carriera
Cresciuto nel settore giovanile dell'Arminia Bielefeld, ha esordito in prima squadra il 15 dicembre 2013 disputando l'incontro di 2. Fußball-Bundesliga vinto 4-1 contro il Greuther Fürth. Nel 2014 è stato acquistato dal Werder Brema che lo ha aggregato alla seconda squadra con cui ha disputato una stagione e mezza da titolare; nel gennaio 2016 si è trasferito al Borussia Dortmund II diventando un pilastro della formazione riserve giallonera, con cui ha disputato 86 presenze segnando 9 reti.
Nel luglio del 2018 è passato all'Heidenheim.

## Palmarès

### Club

#### Competizioni nazionali
- Campionato tedesco di seconda divisione: 1

Heidenheim: 2022-2023